# Neumichtis subcarnea
Neumichtis subcarnea är en fjärilsart som beskrevs av W. Warren 1913. Neumichtis subcarnea ingår i släktet Neumichtis och familjen nattflyn. Inga underarter finns listade i Catalogue of Life.